# اوفای مرسیا
اوفای مرسیا (انگلیسی: Offa of Mercia; تاریخ ورودی نامعتبر است – ۲۹ ژوئیه ۷۹۶) پادشاه مرسیا از دوران پادشاهی انگلوساکسون انگلستان می‌باشد که از سال ۷۵۷ تا زمان مرگش یعنی ژوئیه ۷۹۶ بر تخت پادشاهی نشست. وی فرزند تینگفرس و از نسل ایووای مرسیا بود. اوفا پس از یک دوره جنگ داخلی و کشته شدن ایتل‌بولد مرسیا به قدرت رسید.

## نگارخانه

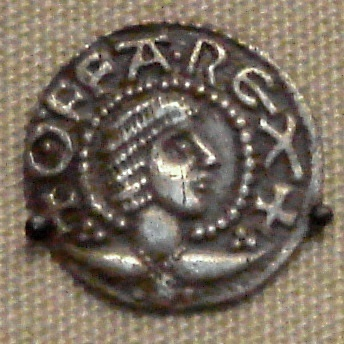
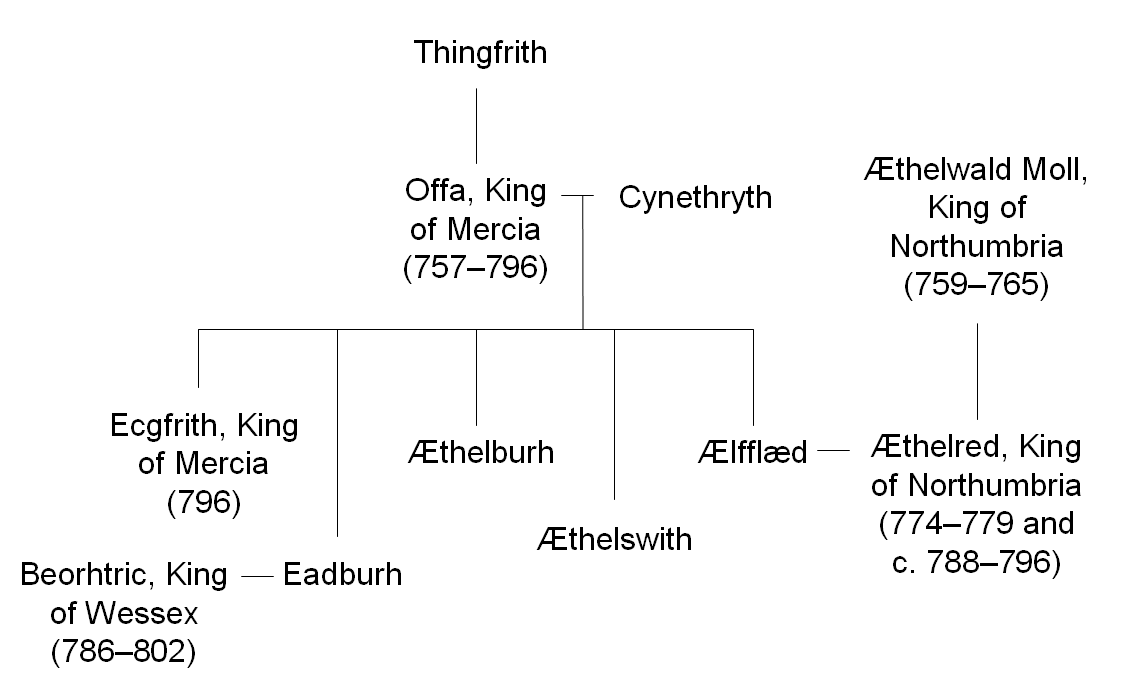
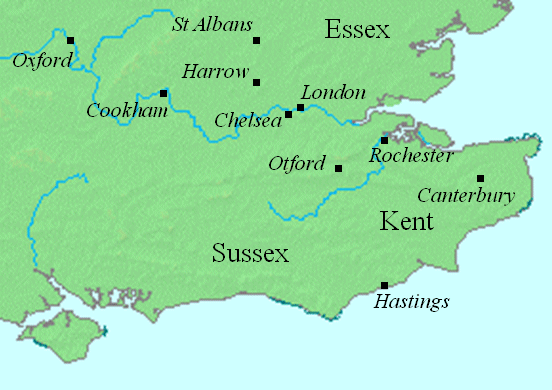